# Josep Maria Cases Deordal
Josep Maria Cases Deordal, conocido también como José María Cases Deordal (Santa Eulalia de Riuprimer, 26 de diciembre de 1919 - Figueras, 21 de abril de 2002), fue obispo católico en la Diócesis de Segorbe-Castellón. Ha sido proclamado siervo de Dios por la Iglesia católica.

## Biografía
Nacido en Santa Eulalia de Riuprimer, estudió en el Seminario de Vic. Fue ordenado presbítero en Roma el 19 de marzo de 1943. Siendo director espiritual del seminario de Gerona, Pablo VI lo nombró obispo de Segorbe-Castellón en 1972, cargo que ejerció hasta que el papa Juan Pablo II aceptó su renuncia por motivos de edad 22 de febrero de 1996 .
En 1973 el obispo reestructuró la Diócesis de Segorbe-Castellón en zonas pastorales, después de un período de reflexión comunitaria suscitada por las ponencias del Dr. Boulard, canónigo pastoralista de París y después de escuchar el dictamen de la comisión que él mismo creó para estudiar la reforma. El obispo decidió dividir la diócesis en cuatro zonas pastorales e instituir la figura del Vicario Episcopal Territorial .
Cases Deordal se caracterizó por ser un obispo muy cercano a la gente, y presidió la elevación al rango de basílica de la ermita de la Virgen de Lidón, patrona de Castellón. También fundó los Grupos de Oración y Amistad.
Al final de su ministerio como obispo de Segorbe-Castellón comenzó la normalización lingüística en la diócesis. Además, colaboró en la edición de la Bíblia Valenciana Interconfessional, adaptación de la Bíblia Catalana Interconfessional .
Tras su renuncia por motivos de edad, se fue a vivir a Figueras, donde moriría en 2002.

## Veneración y proceso de beatificación
En 2010, miembros de los Grupos de Oración y Amistad las diócesis de Castellón y de Gerona, ayudados por quien fue secretario personal del obispo durante 40 años, Joan Güell, iniciaron los trámites para su beatificación. El próximo paso es que las diócesis lo proclamen siervo de Dios y empiecen a recoger la documentación para continuar el proceso.